# 上村清延

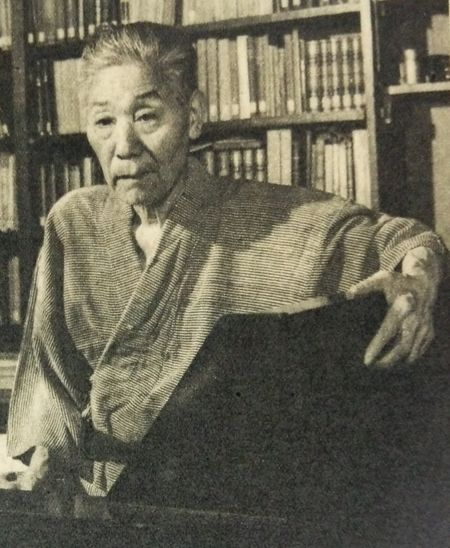
1953年

上村清延（かみむら きよのぶ、1879年（明治12年）1月23日 - 1957年（昭和32年）11月1日）は、日本のドイツ文学者。現代ドイツ文学を専攻。東洋文学・思想のドイツ文学への影響を研究。

## 生涯
鹿児島県徳之島出身。東京帝国大学独文科卒。1943年「近代独逸文学と東洋」で九州帝国大学文学博士。第七高等学校教授、第一高等学校教授、旧制浦和高等学校教授、日本大学教授。1950年定年退任。墓所は青山霊園(1イ3-1)。

## 人物
帝大時代には小山内薫、武林無想庵、吉田白甲らと同人誌『七人』を創刊し、同人の川田順によると、植村は樋口一葉に傾倒し、「にごりえ」「たけくらべ」は全部暗記していた。

## 著書
- 『独逸語教科書』南江堂 1919-1920
- 『独逸文法教科書」南江堂書店 1920
- 『ゲーテ以後』白水社 1937
- 『ドイツ文学史概説』福村書店 1951
- 『ドイツ文学と東洋』郁文堂出版 1951

編著
- 『獨逸思想界の偉人 2』編 郁文堂書店 1930

### 翻訳
- ゴトフリート・ケラー『村のロメオとユリア』郁文堂対訳叢書 1922
- ヘッベル『ヘローデスとマリアムネ』独逸文学叢書 岩波書店 1928
- 『ハイネ全集 第7巻 サロン 第1』(共訳) 学芸社 1933
- アルフレート・ローゼンベルク『二十世紀の神話 現代の心霊的・精神的な価値争闘に対する一つの評価』吹田順助共訳 中央公論社 1938
- ローゼンベルク『血と名誉』浜中英田共訳　紀元社 1942
- シュテファン・ゲオルゲ『芸術について』三笠書房 1943
- ハンス・レール『独逸文学史』黒石源太郎共訳 紀元社 1943
- グリンメルスハウゼン『阿呆物語 - シンプリチシムスの数奇な生涯』世界文学全集 (古典篇 中世物語篇)河出書房 1951

## 参考サイト
- デジタル版日本人名大辞典